# Troodos (obec)
Troodos, řecky Τρόοδος, je obec a horská vesnice ve stejnojmenném pohoří Toodos v centrální části ostrova Kypr. Nachází se v distriktu Lemesos (Limassol) v Kyperské republice. Obec žije především z turistického ruchu a sportu v blízkosti nejvyšší hory Kypru, kterou je Olympos s nadmořskou výškou 1952 m.

## Další informace
V oblasti se nachází dostatek turistických a cyklistických stezek.

## Galerie

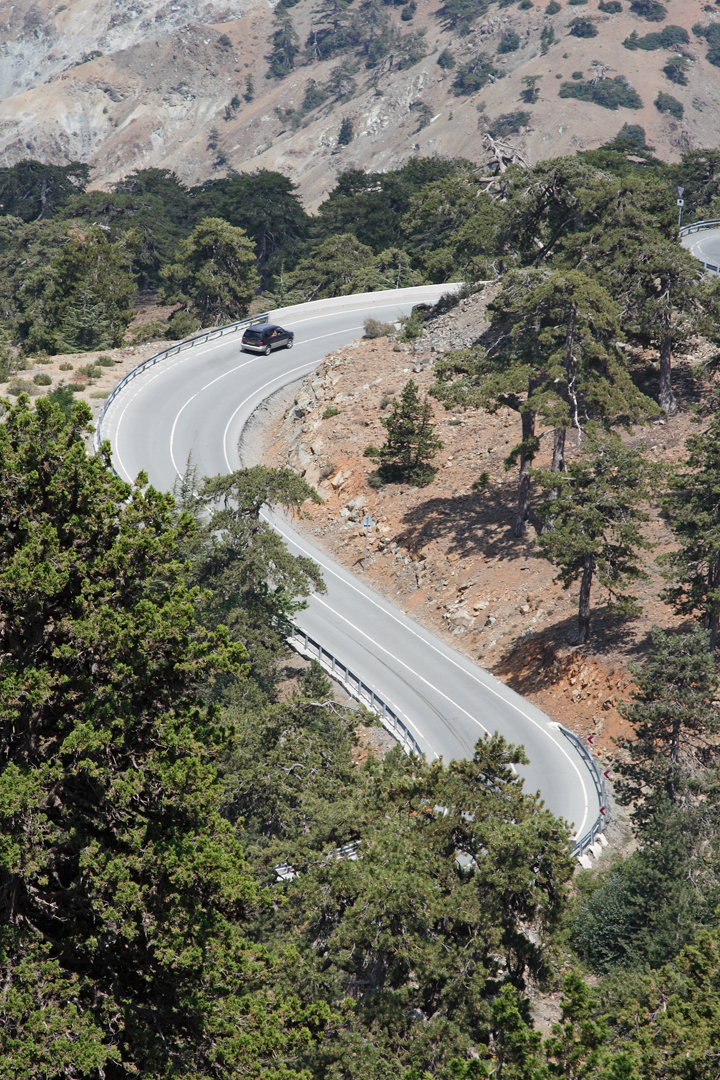
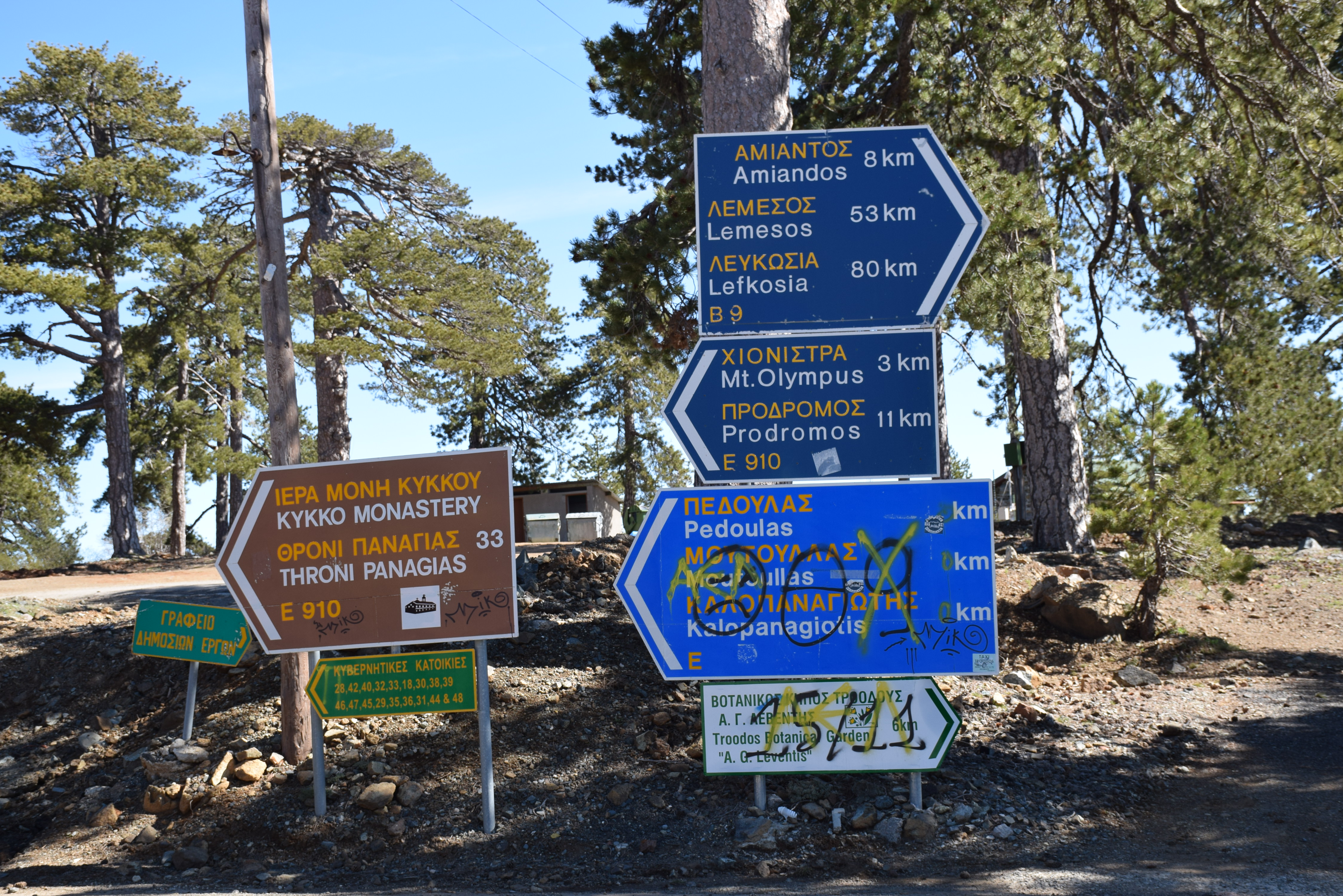
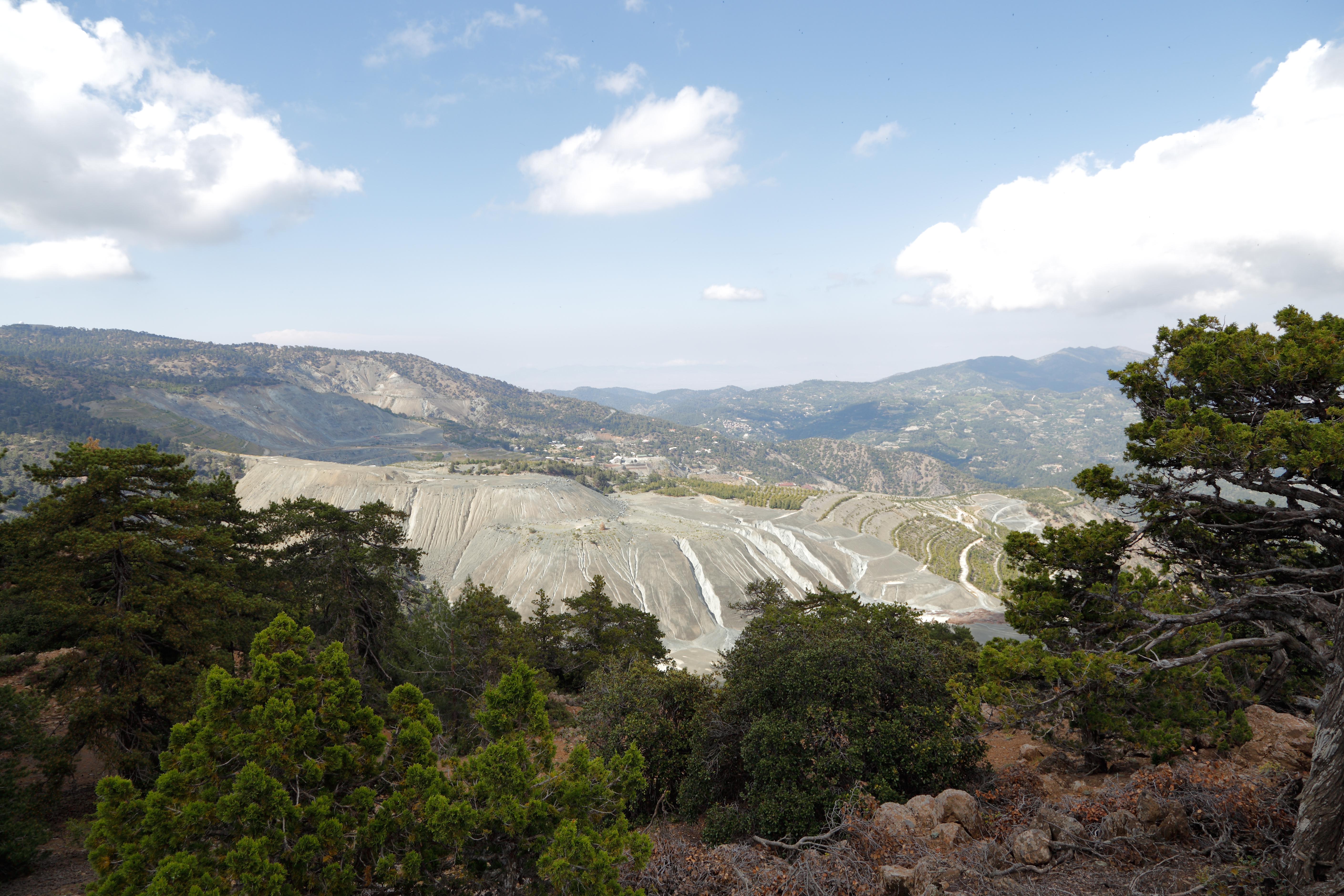
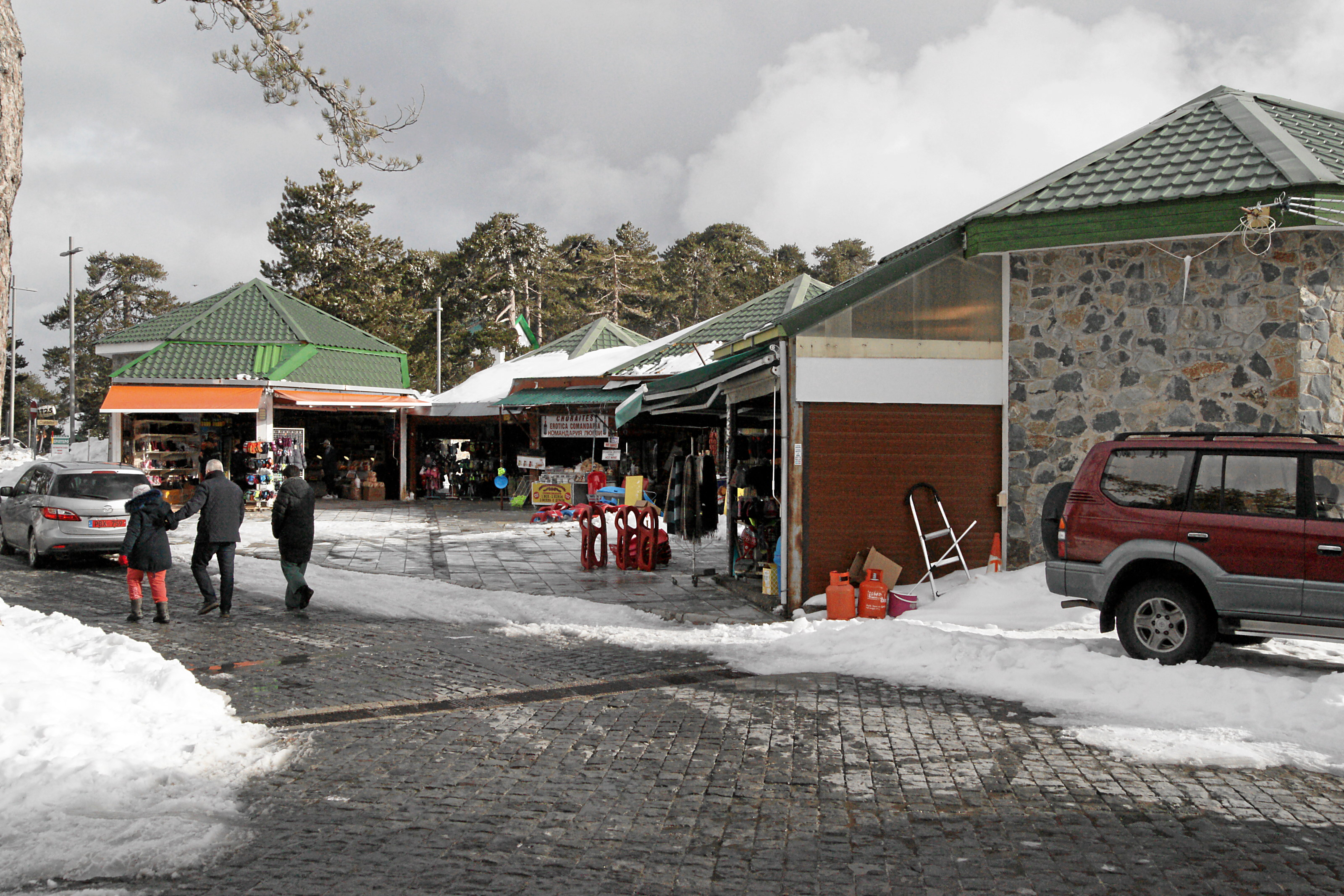
Zima 2022
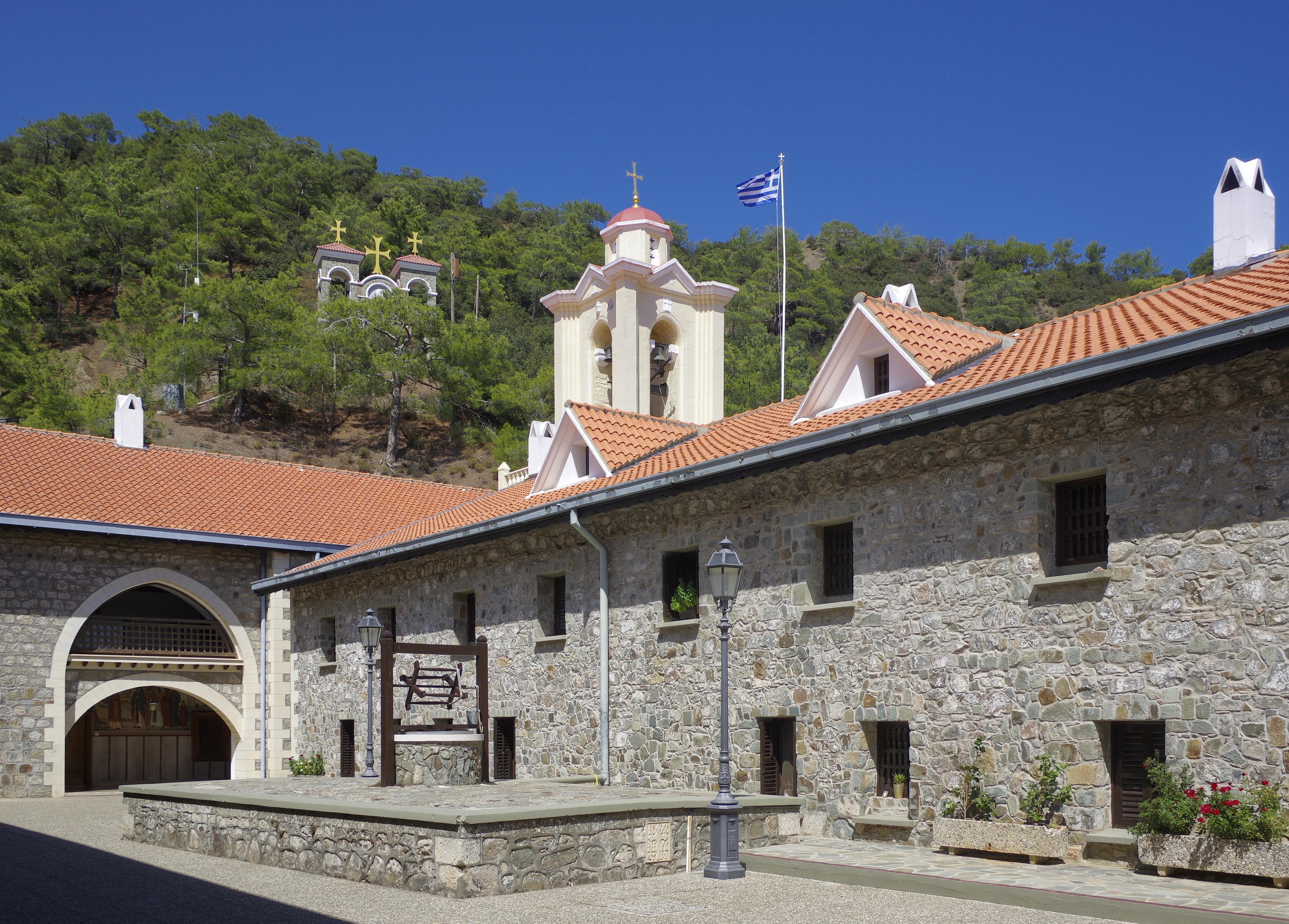
Klášter Kykkos
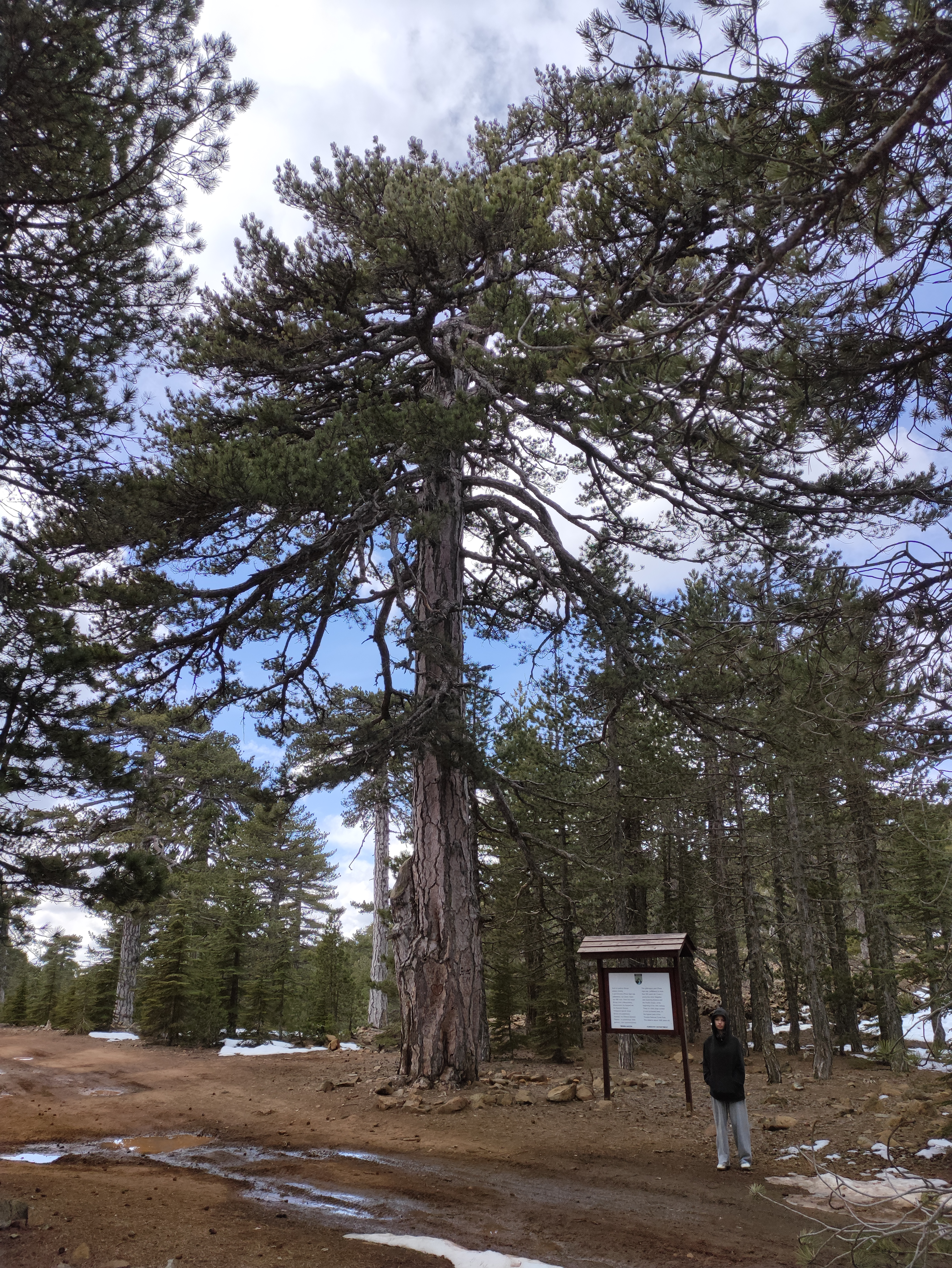
Památná borovice Giant Black Pine